# Желтобрюхая расписная пеночка
Желтобрюхая расписная пеночка (лат. Abroscopus superciliaris) — вид птиц из семейства ширококрылые камышевки.

## Распространение
Бангладеш, Бутан, Бруней, Камбоджа, Китай, Индия, Индонезия, Лаос, Малайзия, Мьянма, Непал, Таиланд и Вьетнам. Естественной средой обитания являются леса, в том числе тропические и субтропические (как равнинные, так и горные).
МСОП присвоил виду статус LC.